# Schloß Gripsholm (Film)
Schloß Gripsholm ist eine deutsche Literaturverfilmung von Kurt Hoffmann aus dem Jahr 1963. Sie beruht auf der Erzählung Schloß Gripsholm. Eine Sommergeschichte, die Kurt Tucholsky 1931 veröffentlichte. Das frisch verliebte Paar Lydia, verkörpert von Jana Brejchová, und Kurt (Walter Giller) verbringt seinen ersten gemeinsamen Urlaub in Schweden auf dem malerischen Schloss Gripsholm. Hanns Lothar ist als Kurts Freund Karlchen besetzt und Nadja Tiller als Lydias Freundin Billie.

## Handlung
Sekretärin Lydia und Schriftsteller Kurt, genannt Daddy, kennen sich noch nicht lange, sind jedoch frisch verliebt und entscheiden sich auf Betreiben Lydias, vier Wochen Urlaub in Schweden zu machen. Dort lebt Lydias beste Freundin Billie, die vom Land begeistert ist. Kurt bekommt von seinem Verleger noch die Aufgabe, eine schöne Liebesgeschichte zu schreiben, und begibt sich anschließend mit seiner „Prinzessin“ von Hamburg aus auf die Reise. Nach einem Zwischenstopp in Kopenhagen landen beide in Stockholm, doch sagt Lydia das Nobelhotel nicht zu. Nach längerer Suche finden beide das Schloss Gripsholm, das ihrem Anspruch an Urlaub in ruhiger Idylle gerecht wird. Sie beziehen eine Ferienwohnung im Schloss. Die Tage gehen, bis auf einen kürzeren Streit wegen Kurts Weigerung zu heiraten, friedlich dahin.
Eines Tages erhalten beide eine Postkarte von Karlchen, Kurts bestem Freund, der sie besuchen kommt. Er schwärmt für Lydia und schnell bildet sich zwischen allen dreien eine herzliche Freundschaft. Auch Billie erscheint, einer Postkarte Lydias folgend, doch sind die Freunde bald wieder zu dritt, da Karlchen vorfristig abreisen muss. Nun ist es Kurt, der wiederum Billie verehrt und von Lydia durchaus zu Flirts mit ihrer besten Freundin animiert wird. Schließlich verbringt man, angeregt durch Glühwein und Kreuzworträtsel, eine Nacht zu dritt.
Billie ist abgereist, die Ferien neigen sich dem Ende zu und der letzte Abend auf Schloss Gripsholm senkt sich mit einem stattlichen Abendrot hernieder. Der nächste Tag bringt die Abreise per Schiff und bald sehen sich Lydia und Kurt wieder mit dem hektischen und lauten Alltag Hamburgs konfrontiert. Dennoch würde Kurt Lydia gerne etwas sagen – von Liebe oder Heirat? – kann es jedoch selbst auf einem Glockenturm hoch über der lauten Großstadt nicht.

## Produktion

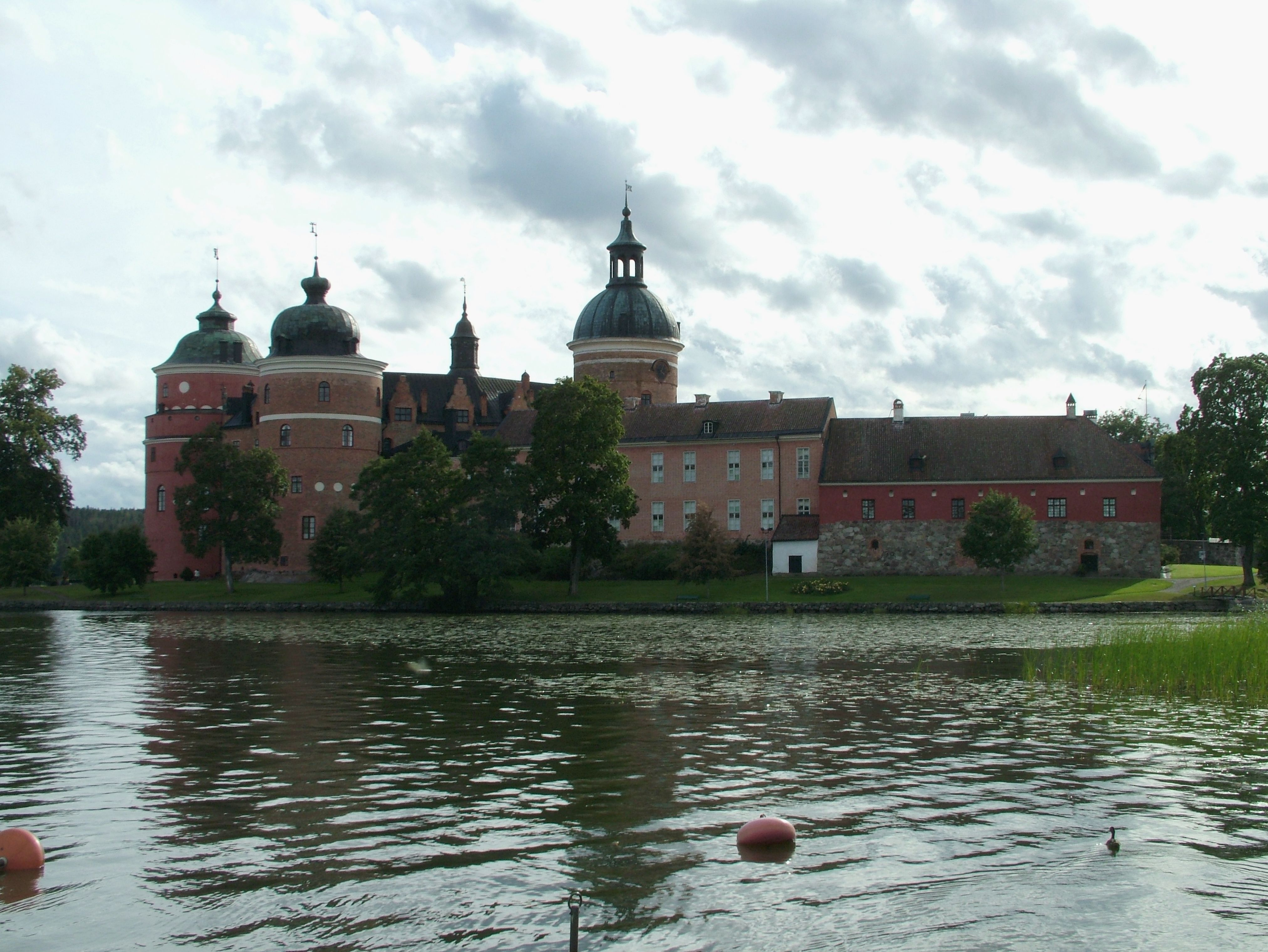
Schloss Gripsholm, der hauptsächliche Handlungsort des Films

Die Dreharbeiten dauerten vom 24. Juni bis zum 13. August 1963. Als Atelier diente das Acra-Filmstudio Berlin-Pichelsberg. Die Außenaufnahmen entstanden vor Ort am heutigen Verlagshaus der Axel Springer AG in Hamburg, auf der Fehmarnsund-Brücke, in und um das Schloss Gripsholm in Schweden, in Kopenhagen und Puttgarden. Der Verleger, von dem sich der von Giller gespielte Kurt einen Vorschuss holt, ist der Mann, der Tucholsky verlegte, der Verleger Heinrich Maria Ledig-Rowohlt, der sich selbst spielte. Aufgenommen wurde diese Szene im Springer-Hochhaus in Hamburg.
Der Film verlegt die Geschichte Tucholskys aus den 1920er-Jahren in die Gegenwart. Im Gegensatz zur Erzählung fehlt im Film der parallel laufende Handlungsstrang um das Kinderheim völlig.
Der Film erlebte am 4. Oktober 1963 in mehreren Städten seine Erstaufführung. Damals mit einer FSK 18 belegt, ist der Film inzwischen als FSK 6 freigegeben. Die Alive AG gab den Film am 22. Februar 2019 innerhalb der Reihe Juwelen der Filmgeschichte auf DVD heraus.
Veröffentlicht wurde der Film zudem am 27. April 1964 unter dem Titel Slottet Gripsholm in Dänemark, am 26. Dezember 1964 unter dem Titel Två ska man vara in Schweden und am 20. Januar 1967 unter dem Titel Este hombre debajo de mi cama in Mexiko. Weitere Veröffentlichungen erfolgten in Frankreich (Le château Gripsholm), Italien (Il castello Griposholm). Der internationale Titel des Films ist The Gripsholm Castle.

## Rezeption

### Kritik
Der film-dienst schrieb, dass die „leicht aktualisierte Verfilmung“ des gleichnamigen Romans „vom Komödienspezialisten Kurt Hoffmann zu anspruchsloser Kinounterhaltung verarbeitet wird.“
„Kurt Tucholskys keß-melancholische Liebesgeschichte wurde zu einem betulich-aufgekratzten Kinostück abgemildert, das vornehmlich dann unterhaltsam ist, wenn Tucholsky zitiert wird“, stellte Der Spiegel fest und bedauerte, dass die Rolle der „missingsch“ sprechenden Sekretärin Lydia nun verhochdeutscht erscheint.
Cinema befand: „Kurt Hoffmann inszenierte den Roman von 1931 als locker-leichten Spaß“.
Der Kritiker Falk Schwarz befasste sich auf der Seite filmportal.de mit dem Film und lobte: „Voller Zartheit, Melancholie und Unbeschwertheit harmonieren sie zu dritt und singen voll Übermut Tucholskys Igel-Song: ‚Und du gabst dich mir im Unterholze, einmal hin und einmal her, und du fragtest mich mit deutschem Stolze, ob ich auch im Krieg gewesen wär…Anna-Luise!‘ Ein solcher Moment kommt vielleicht ein paarmal im Leben vor, aber dass ein Regusseur ihn so auf Film bannen kann, grenzt an ein kleines Wunder (…). Dazu glänzend aufgelegte Schauspieler: Jana Brejchova (top synchronisiert – aber wem gehört die Stimme?) verströmt Lockerheit, Freude und ein Verliebtsein, das geradezu ansteckt.  Kameramann Richard Angst findet dazu wunderbar klare Bilder und verwendet Kunstlicht äußerst sparsam. Die Stimmung springt über, Leichtigkeit und Traurigkeit haben beide Platz und sowas gelingt nur, wenn ein erfahrener Meister in seinem Genre ungehindert inszenieren darf.“ Weiter war Schwarz der Meinung, dass „Hoffmann mit dem Drehbuchautor Herbert Reinecker, der für Komödien weniger bekannt“ sei, „ein Glücksgriff“ gelungen sei. Das Drehbuch sei „witzig, klug filmisch und doch Tucho-nah“.

### Auszeichnungen
- Prädikat wertvoll der Filmbewertungsstelle
- zweifach nominiert für das Filmband in Gold 1964